# Élections législatives de 1877 dans la Creuse
Les élections législatives de 1877 ont eu lieu le 14 octobre.

## Députés élus
|   | Circonscription | Député sortant         |  | Groupe parlementaire | Député élu             |  | Groupe parlementaire |
| - | --------------- | ---------------------- |  | -------------------- | ---------------------- |  | -------------------- |
| 1 | Aubusson 1e     | Armand Fourot          |  | Gauche républicaine  | Armand Fourot          |  | Gauche républicaine  |
| 2 | Aubusson 2e     | Louis Bandy de Nalèche |  | Centre gauche        | Louis Bandy de Nalèche |  | Centre gauche        |
| 3 | Bourganeuf      | Martin Nadaud          |  | Extrême gauche       | Martin Nadaud          |  | Extrême gauche       |
| 4 | Boussac         | Eugène Parry           |  | Gauche républicaine  | Eugène Parry           |  | Gauche républicaine  |
| 5 | Guéret          | Jean Moreau            |  | Extrême gauche       | Jean Moreau            |  | Extrême gauche       |

## Résultats à l'échelle du département
|                | Extrême-gauche                    | 17 161 | 33,93  | 2 |  |  |
|                | Gauche républicaine, Républicains | 13 761 | 27,21  | 2 |  |  |
|                | Légitimistes, Monarchistes        | 9 799  | 19,38  | 0 |  |  |
|                | Centre gauche                     | 5 393  | 10,66  | 1 |  |  |
|                | Constitutionnels, Centre-droit    | 4 362  | 8,63   | 0 |  |  |
|                | Divers                            | 97     | 0,19   | 0 |  |  |
|                |                                   |        |        |   |  |  |
| Inscrits       | Inscrits                          | 75 501 | 100,00 | 5 |  |  |
| Votants        | Votants                           | 50 773 | 67,25  |   |  |  |
| Abstentions    | Abstentions                       | 24 728 | 32,75  |   |  |  |
| Blancs et nuls | Blancs et nuls                    | 200    | 0,39   |   |  |  |
| Exprimés       | Exprimés                          | 50 573 | 99,61  |   |  |  |

## Résultats par arrondissement

### Arrondissement d'Aubusson

#### 1recirconscription
| Candidats      | Candidats                  | Étiquette,          | Premier tour | Premier tour |
| Candidats      | Candidats                  | Étiquette,          | Voix         | %            |
| -------------- | -------------------------- | ------------------- | ------------ | ------------ |
|                | Armand Fourot              | Gauche républicaine | 8 022        | 78,36        |
|                | François de La Roche-Aymon | Légitimistes        | 2 198        | 21,47        |
|                | Divers                     |                     | 17           | 0,17         |
|                |                            |                     |              |              |
| Inscrits       | Inscrits                   | Inscrits            | 15 701       | 100,00       |
| Votants        | Votants                    | Votants             | 10 258       | 65,33        |
| Abstention     | Abstention                 | Abstention          | 5 443        | 34,67        |
| Blancs et nuls | Blancs et nuls             | Blancs et nuls      | 21           | 0,20         |
| Exprimés       | Exprimés                   | Exprimés            | 10 237       | 99,80        |

#### 2ecirconscription
| Candidats      | Candidats              | Étiquette,               | Premier tour | Premier tour |
| Candidats      | Candidats              | Étiquette,               | Voix         | %            |
| -------------- | ---------------------- | ------------------------ | ------------ | ------------ |
|                | Louis Bandy de Nalèche | Républicain conservateur | 5 393        | 76,63        |
|                | Achille d'Arfeuillères | Constitutionnels         | 1 625        | 23,09        |
|                | Divers                 |                          | 20           | 0,28         |
|                |                        |                          |              |              |
| Inscrits       | Inscrits               | Inscrits                 | 11 664       | 100,00       |
| Votants        | Votants                | Votants                  | 7 067        | 60,59        |
| Abstention     | Abstention             | Abstention               | 4 597        | 39,41        |
| Blancs et nuls | Blancs et nuls         | Blancs et nuls           | 29           | 0,41         |
| Exprimés       | Exprimés               | Exprimés                 | 7 038        | 99,59        |

### Arrondissement de Bourganeuf
| Candidats      | Candidats       | Étiquette,       | Premier tour | Premier tour |
| Candidats      | Candidats       | Étiquette,       | Voix         | %            |
| -------------- | --------------- | ---------------- | ------------ | ------------ |
|                | Martin Nadaud   | Extrême-gauche   | 4 311        | 61,11        |
|                | Émile Coutisson | Constitutionnels | 2 737        | 38,80        |
|                | Divers          |                  | 6            | 0,09         |
|                |                 |                  |              |              |
| Inscrits       | Inscrits        | Inscrits         | 10 766       | 100,00       |
| Votants        | Votants         | Votants          | 7 081        | 65,77        |
| Abstention     | Abstention      | Abstention       | 3 685        | 34,23        |
| Blancs et nuls | Blancs et nuls  | Blancs et nuls   | 27           | 0,38         |
| Exprimés       | Exprimés        | Exprimés         | 7 054        | 99,62        |

### Arrondissement de Boussac
| Candidats      | Candidats                    | Étiquette,          | Premier tour | Premier tour |
| Candidats      | Candidats                    | Étiquette,          | Voix         | %            |
| -------------- | ---------------------------- | ------------------- | ------------ | ------------ |
|                | Eugène Parry                 | Gauche républicaine | 5 739        | 70,89        |
|                | Auguste Desfosses Lagravière | Légitimiste         | 2 348        | 29,00        |
|                | Divers                       |                     | 9            | 0,11         |
|                |                              |                     |              |              |
| Inscrits       | Inscrits                     | Inscrits            | 10 531       | 100,00       |
| Votants        | Votants                      | Votants             | 8 113        | 77,04        |
| Abstention     | Abstention                   | Abstention          | 2 418        | 22,96        |
| Blancs et nuls | Blancs et nuls               | Blancs et nuls      | 17           | 0,21         |
| Exprimés       | Exprimés                     | Exprimés            | 8 096        | 99,79        |

### Arrondissement de Guéret
| Candidats      | Candidats             | Étiquette,     | Premier tour | Premier tour |
| Candidats      | Candidats             | Étiquette,     | Voix         | %            |
| -------------- | --------------------- | -------------- | ------------ | ------------ |
|                | Jean Moreau           | Extrême gauche | 12 850       | 70,81        |
|                | Jules de Laveaucoupet | Légitimiste    | 5 253        | 28,95        |
|                | Divers                |                | 45           | 0,25         |
|                |                       |                |              |              |
| Inscrits       | Inscrits              | Inscrits       | 26 839       | 100,00       |
| Votants        | Votants               | Votants        | 18 254       | 68,01        |
| Abstention     | Abstention            | Abstention     | 8 585        | 31,99        |
| Blancs et nuls | Blancs et nuls        | Blancs et nuls | 106          | 0,58         |
| Exprimés       | Exprimés              | Exprimés       | 18 148       | 99,42        |